# ستيف جونز (لاعب كرة قدم مواليد 1970)
ستيف جونز (بالإنجليزية: Steve Jones)‏ هو لاعب كرة قدم بريطاني في مركز الهجوم، ولد في 17 مارس 1970 في كامبريدج في المملكة المتحدة. لعب مع تشارلتون أثلتيك ونادي بريستول سيتي ونادي برينتفورد ونادي بورنموث ونادي ساوثيند يونايتد وهورنتشورتش ووست هام يونايتد وويكمب وندررز.